# Schwedenstein (Arnsdorf)

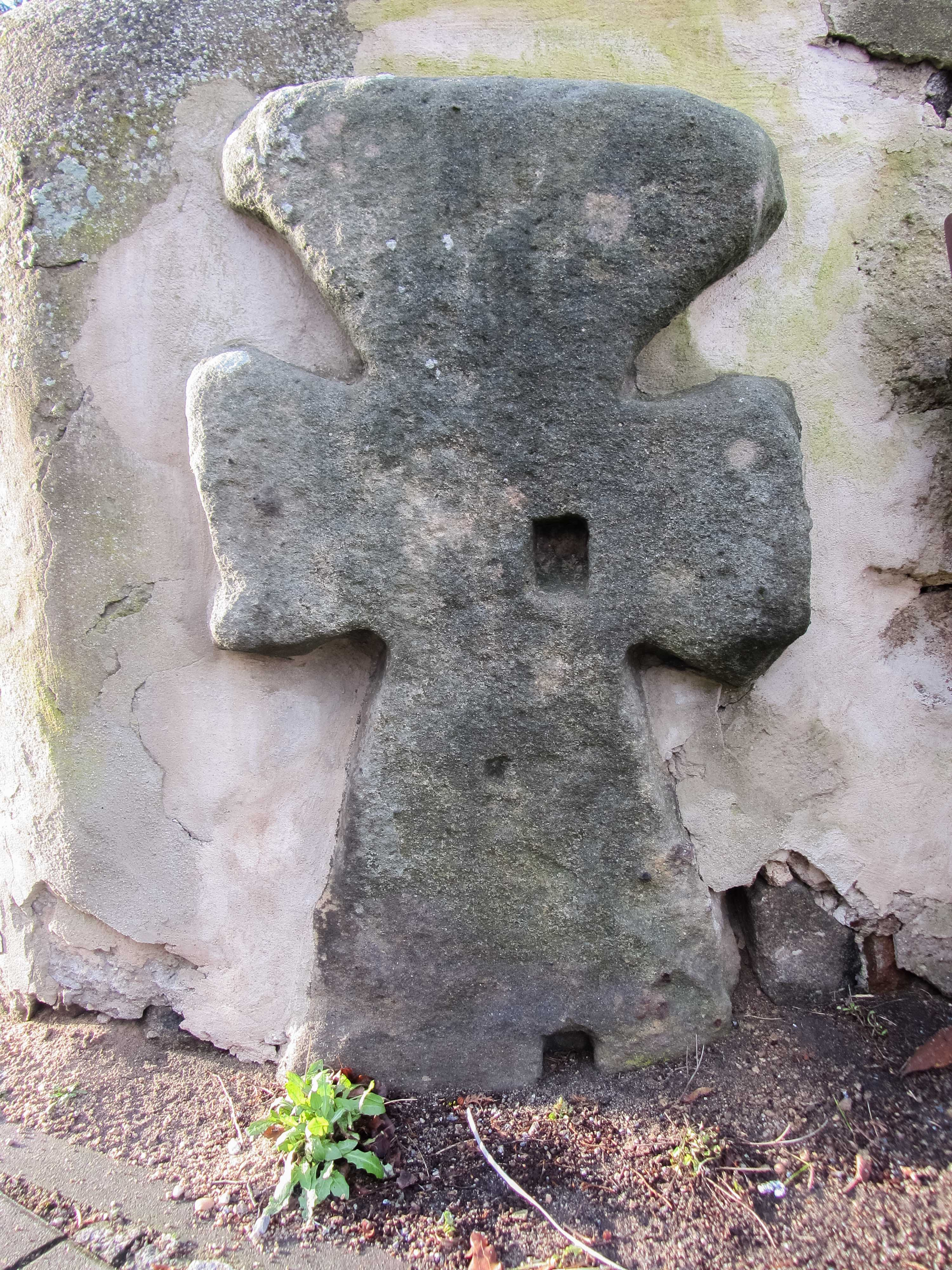
Schwedenstein Arnsdorf

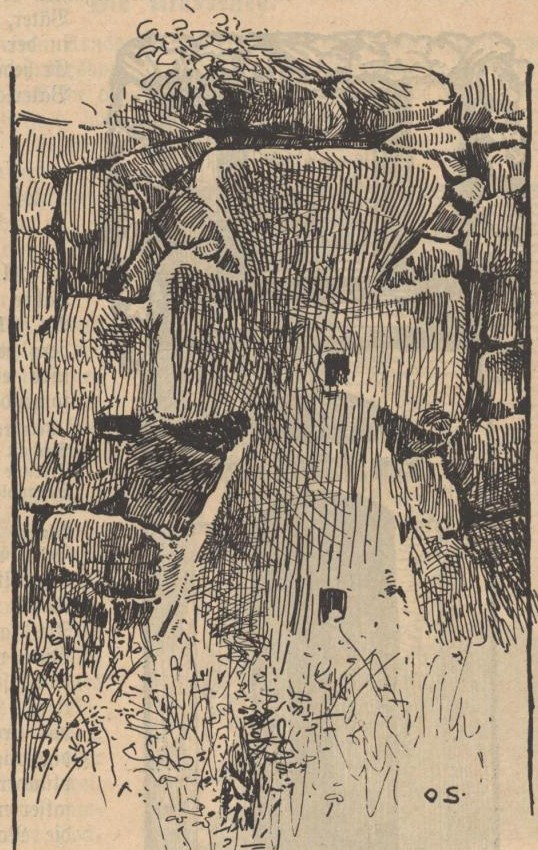
Zeichnung um 1904

Der Schwedenstein, auch als Schwedenkreuz, Sühnekreuz oder Bischofsstuhl bezeichnet, ist ein steinernes Flurkreuz und befindet sich an der östlichen Kirchhofsmauer in der sächsischen Gemeinde Arnsdorf. Gemeinsam mit der Kirche, dem Uhrturm, dem alten Friedhof und der Mauer steht der Schwedenstein unter Denkmalschutz.

## Ausführung und Standort
Das Steinkreuz aus Sandstein ist etwa 94 cm hoch. 62 cm breit und 40 cm tief. Der Chronist Friedrich Bernhard Störzner bezifferte die Höhe des Objekts im Jahr 1905 noch mit über einem Meter. Die Vorderseite des Steinkreuzes weist zwei quadratische Vertiefungen auf, eine am Fuß, die andere in der Mitte des Steines.
Der Schwedenstein befand sich ursprünglich auf dem Grundstück gegenüber der Dorfkirche, dem sogenannten  Leunert’schen Garten. Als die Arnsdorfer Dorfstraße 1840 ausgebaut und verbreitert wurde, musste das Kreuz umgesetzt werden und wurde in die östliche Mauer des Kirchhofs eingearbeitet.

## Legende
Über den Ursprung und die Entstehung des Schwedensteines gibt es verschiedene Überlieferungen. Mehrere Legenden beziehen sich auf die Zeit des Dreißigjährigen Krieges, als das Schwedische Heer durch Sachsen zog. Zum einen wird es als Grabstein eines gefallenen Heerführers der Schweden gehandelt, zum anderen als sogenannter Dankopferstein, da Arnsdorf vor Plünderungen und Zerstörungen durch die Schweden verschont blieb. Möglicherweise wurde das Kreuz auch aufgestellt, um den durchziehenden schwedischen Soldaten zu bedeuten, dass die Arnsdorfer Einwohner ihnen nicht feindlich gesinnt waren.
Eine weitere Deutung des Steinkreuzes ist die Funktion als Bischofsstein. Diese markierten sowohl die Grenzen benachbarter Bistümer, als auch regelmäßige Aufenthaltsorte von reisenden Bischöfen. Das Arnsdorfer Kreuz könnte einem historischen Wegpunkt auf der Route der Bischöfe des Bistums Meißen von Meißen nach Stolpen entsprechen.
Außerdem gibt es eine überlieferte Legende, die besagt, dass ein Siedler namens Arnold am ursprünglichen Standort des Kreuzes einen Totschlag beging und das Steinkreuz daraufhin als Sühnekreuz errichtet wurde.